# 再融資
再融资是指公司或個人将现有债务轉換为另一种期限和利率不同的债务。再融资的情況和条件可能因国家、省份或州而异。對個人而言，如果将高利息债务（如信用卡债务）併入房地產抵押贷款中，借款人償還剩餘債務時利率就以房地產抵押贷款的利率來計算，還款期限也按照房地產抵押贷款的還款期限來計算。
在新加坡，再融资意味著房贷从一家银行转到另一家银行。在中國大陸，上市公司的再融资是指上市公司首次公开发行股票之后，再次在证券市场上募集资金的行为。